# Kama Hills Provincial Park
Der Kama Hills Provincial Park ist ein nur 1 ha großer Provinzpark in der kanadischen Provinz Ontario. Er ist der kleinste der Provincial Parks in Ontario und liegt im Gemeindefreiengebiet des Thunder Bay District.
Innerhalb des Parksystems der Provinz wurde der 1985 eingerichtete Park als Nature Reserve Class Park eingestuft. Auf Grund seiner Klassifizierung wird der Park gelegentlich auch als „Kama Hills Provincial Nature Reserve“ oder „Kama Hills Provincial Nature Reserve Park“ bezeichnet. „Ontario Parks“ betreibt ihn als sogenannten Non-operating Park. Solche Non-operating Parks sind zwar offiziell eingerichtet und haben eine Schutzwirkung, außerdem können sie von der Öffentlichkeit genutzt werden, aber es werden keine Einrichtungen oder Dienstleistungen bereitgestellt.
Östlich liegt als nächster Park der Gravel River Provincial Park und westlich der Ruby Lake Provincial Park.

## Anlage
Der Park liegt unweit des Nordufers der Nipigon Bay und damit nahe dem nördlichsten Punkt des Oberen Sees. Er liegt zwischen der Gemeinde Nipigon im Westen und der Gemeinde Schreiber im Osten. Zwischen dem Park und dem Ufer des Sees verläuft der King’s Highway 17, der hier einen Abschnitt des Trans-Canada Highways darstellt. Der Park liegt an der westlichen Flanke der gleichnamigen Plateau Karma Hills. Dieses etwa 2 km breite und 5 km lange Hochplateau liegt am südlichen Rand des Kanadischen Schildes in der Ökoregion des Borealen Schildes und erhebt sich etwa 300 Meter über die Umgebung.